# Phyllotreta pseudoexclamationis
Phyllotreta pseudoexclamationis es una especie de insecto coleóptero de la familia Chrysomelidae. Fue descrita científicamente en 1992 por Konstantinov in Konstantinov & Lopatin.